# José Borja (escultor)
José Borja, también llamado Joseph Borja y citado en los documentos de la época como Joseph Borcha (Liria, c. 1658 – Valencia, c.1720) fue un escultor valenciano, natural de Liria y formado en Valencia, discípulo del escultor genovés Julio Capuz.

## Biografía
Aunque su biografía no fue recogida por ninguno de los grandes biógrafos del siglo XVIII como Palomino, Ceán u Orellana, debió de gozar de cierta reputación en su época como la creación del baldaquino de la iglesia del Monasterio de Santa María de la Valldigna demuestra. La primera noticia que tenemos de José Borja data de 1670 cuando se afirmó en casa de Tomás Sanchis II por un período de cinco años y medio, el cual no llegó a cumplir pues en 1673 paso a la de Bernardo Ribando y en 1675 entró como obrero en la de Julio Capuz. Alcanzó la maestría profesional en 1679, abriendo su propio obrador en la década de 1680. Sus únicas obras conocidas son el tabernáculo de la iglesia del Monasterio de Santa María de la Valldigna anteriormente citado, el tabernáculo de la Iglesia de San Martín y San Antonio Abad de Valencia, el retablo mayor de la iglesia de los Santos Juanes de Puzol, el retablo mayor de la Iglesia de San Antonio Abad de Rafelbuñol y el retablo del glorioso patriarca San José de la Iglesia de Santa Catalina de Alcira, todos ellos desaparecidos. Igualmente, se ha postulado que sea el padre del también escultor Juan Bautista Borja (Valencia, c. 1685-1755)., hipótesis probable pero no corroborada todavía documentalmente